# 비스케이만

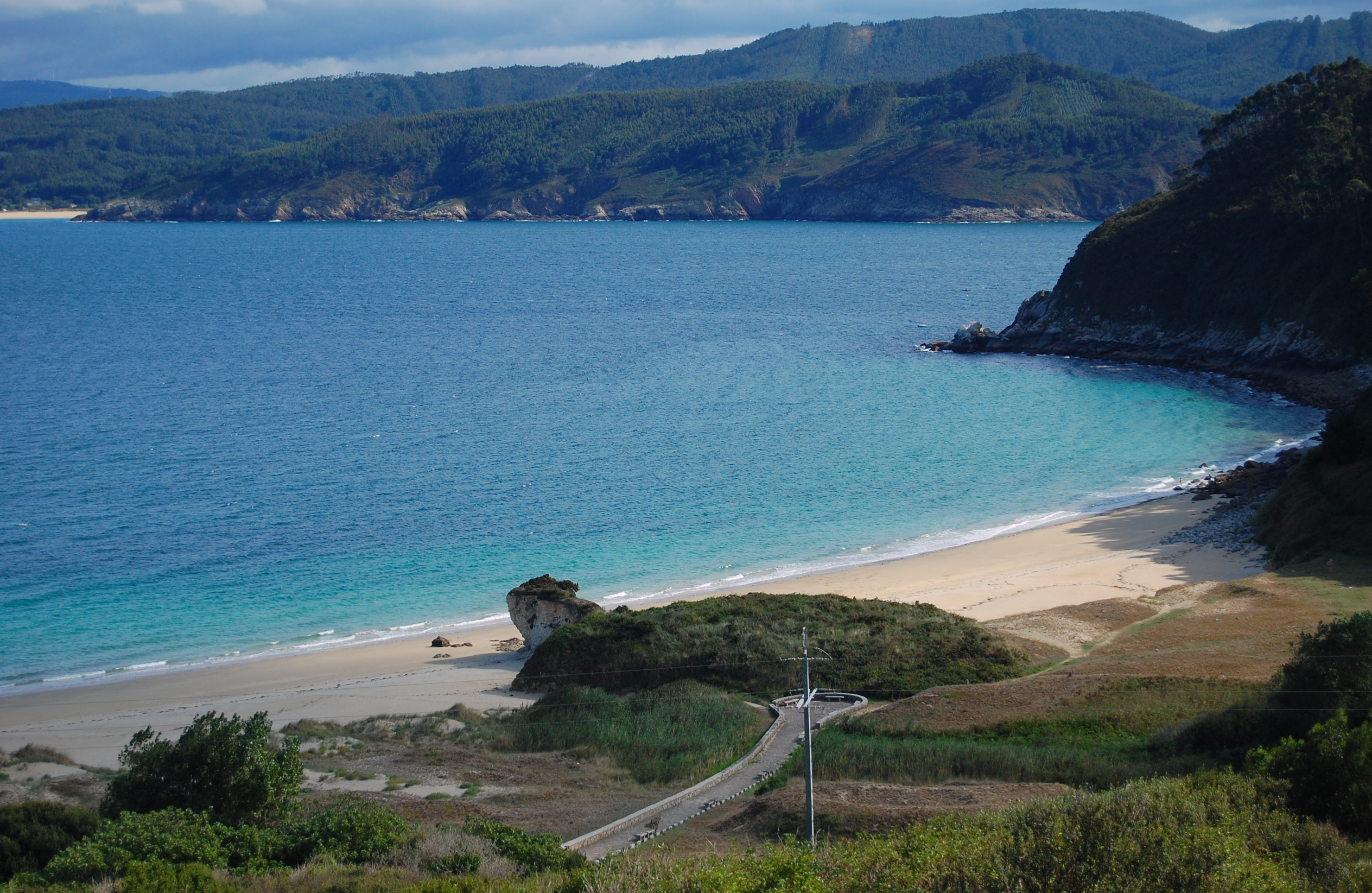

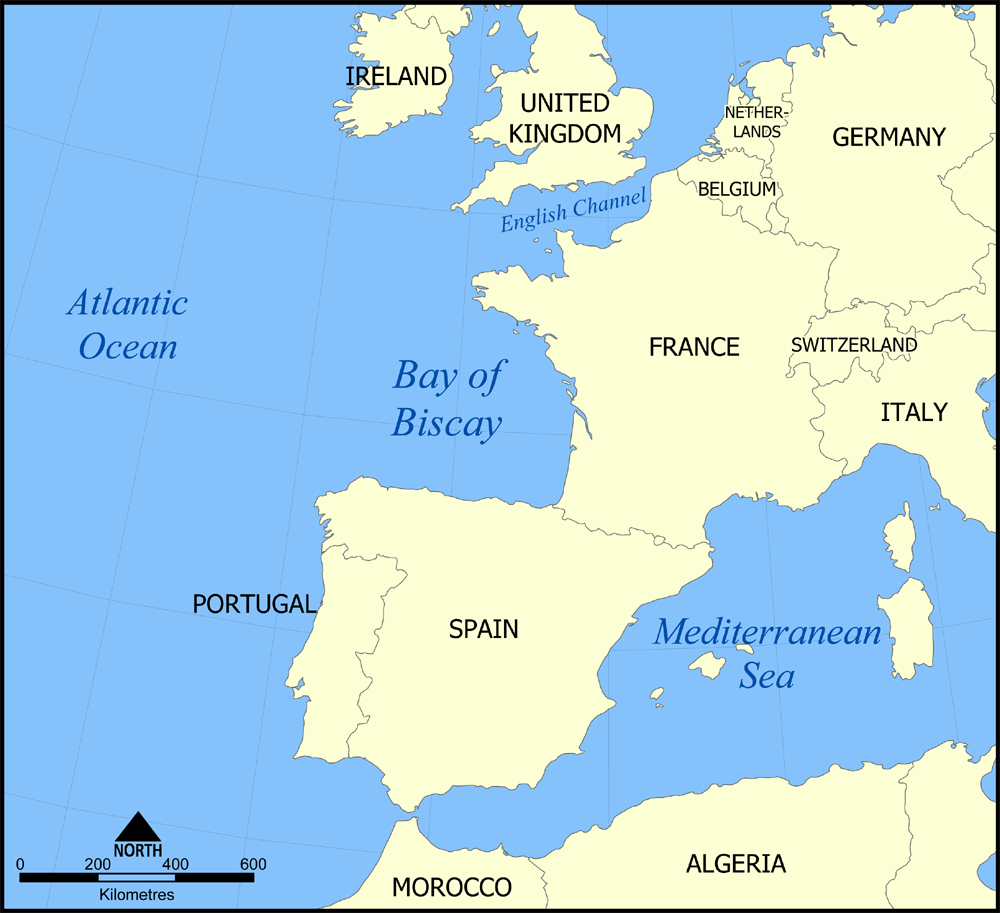
비스케이만

비스케이만(Bay of Biscay, 프랑스어: Golfe de Gascogne, 스페인어: Golfo de Vizcaya, 바스크어: Bizkaiako Golkoa)은 브레스트 남쪽의 프랑스 서부 해안과 스페인의 북부 해안으로 둘러싸인 만이다.
켈트해의 남쪽에 위치한 북동 대서양의 만이다. Point Penmarc'h에서 스페인 국경까지 프랑스 서부 해안을 따라, 스페인 서부 해안에서 오르테갈곶(Cape Ortegal)까지 이어진다. 스페인 북부 해안을 씻는 비스케이 만의 남쪽 지역은 지역적으로 칸타브리아 해로 알려져 있다.
평균 깊이는 1,744m(5,722ft)이고 최대 깊이는 4,735m(15,535ft)이다.

## 같이 보기
- 아스투리아스주
- 바스크
- 칸타브리아주